# 지하철 1호선 (대한민국의 뮤지컬)
지하철 1호선은 대한민국의 뮤지컬이다. 독일의 1호선을 원작으로 한다.

## 개요

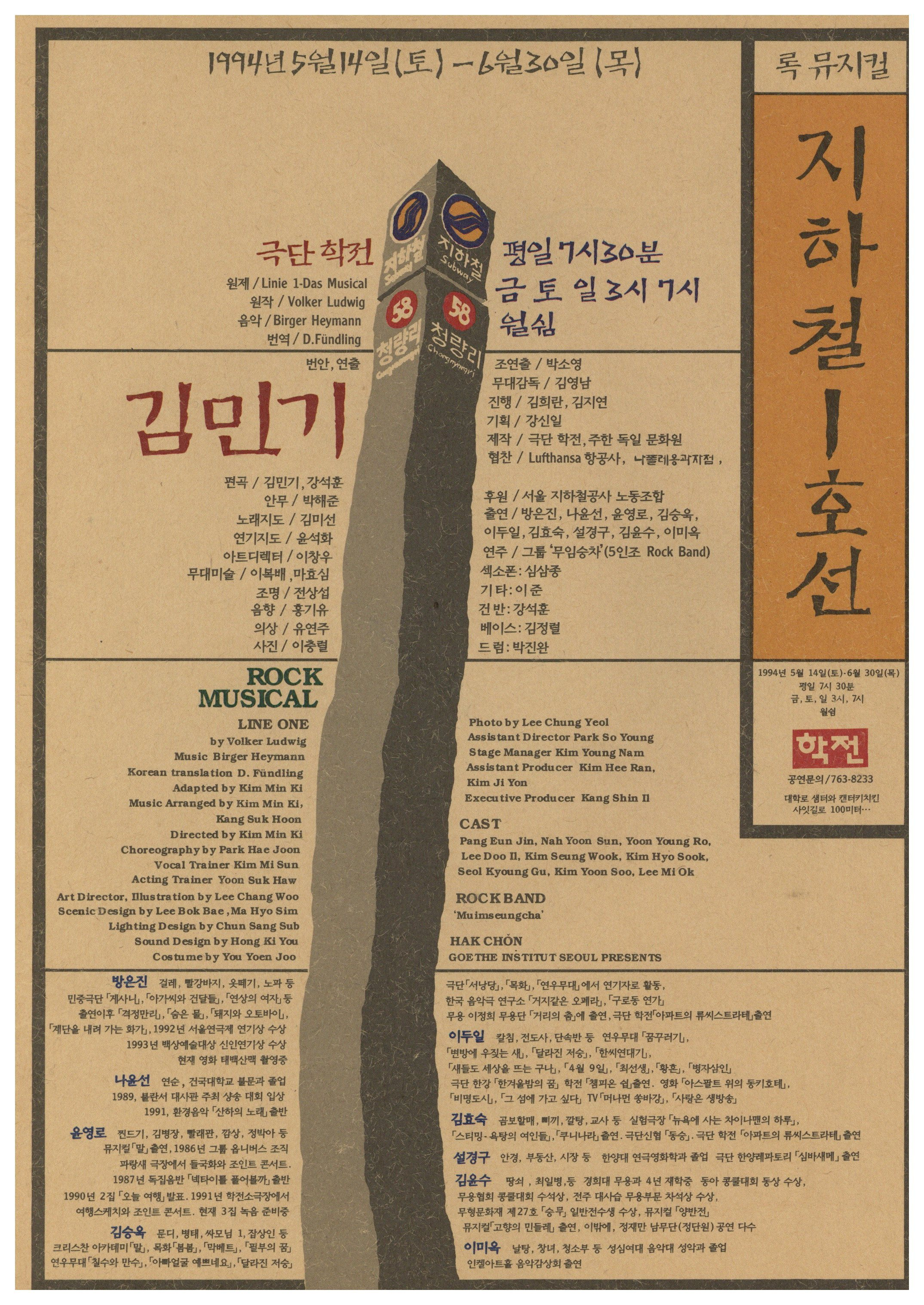
지하철1호선의 초연 당시 포스터 (디자인 이창우)

<지하철 1호선> 은 지난 1994년 초연된 이후 15년간 공연되며 2021년까지 72만 여명의 관객과 만났다.
<지하철 1호선>은 한국 사회와 소시민들의 모습과 정서를 면밀히 그려 낸 작품으로, 한국 뮤지컬계의 교과서로 불리며 역사적인 명성을 갖고 있다.
공연 횟수를 무려 4170회를 넘기며 대학로 대표 뮤지컬로 자리잡았다. 독일 ‘그립스(GRIPS)극단-폴커 루드비히’의 <Linie 1>이 원작이며, 극단 학전의 대표이자 연출가인 김민기가 한국적인 시각에서 새로 번안, 각색하였다.
연변처녀 '선녀'의 눈을 통해 실직가장, 가출소녀, 자해 공갈범, 잡상인 등 우리 주변에서 만날 수 있는 다양한 사람들을 그려내며 20세기 말, IMF 시절 한국사회의 모습을 풍자와 해학으로 담아내고 있다.
한국 뮤지컬 최초 라이브 밴드 도입, 5인조 밴드 <무임승차>가 공연 내내 라이브로 연주를 진행한다. 2층 상수 하수에 나란히 연주자석을 위치시켜 공연 중 배우들과 함께 무대 위에 출연한다는 점이 특징이다.
11명의 배우가 80개의 역할을 연기하는 1인 다역연기, 소극장의 한계를 극복한 전동 계단식 무대 등 다양한 볼거리와 들을 거리를 통해 관객들의 오감을 만족시켰다.
끊임 없는 수정·보완 작업을 통해 현실감과 완성도를 높이며 평단에서도 그 작품성을 인정받았으며, 독일, 일본, 중국, 홍콩 등의 해외공연을 통해  외신의 극찬을 받으며 한국 공연의 위상을 드높였다.
김윤석, 설경구, 황정민, 장현성, 조승우 등 일명 '독수리 오형제'라고 불리는 배우 뿐 아니라, 배해선, 나윤선, 방진의, 방은진, 김원해, 김희원, 최민철, 최재웅, 김무열, 배성우, 서범석, 서지영, 정문성 등
현재까지도 영화와 공연계를 오가며 맹활약중인 많은 배우들이 <지하철 1호선>을 거쳐갔다.

## 연혁
- 1996년 서울 연극제 특별상 수상
- 2000년 제 6회 한국뮤지컬대상 특별상 수상
- 소극장 최초로 라이브 밴드를 도입한 뮤지컬이다.
- 초연 이후, 매년 시대적 상황에 맞게 각색하였으나, 2000년 이후부터는 21세기에 남기는 '20세기의 초상'이자, '세기말 한국 사회의 모습을 담은 기록물'로서의 가치를 담으며 1998년 IMF 외환 위기 당시 서울로 배경을 정착시켰다.
- 2000년, 원작 <Linie Eins>의 원작자 폴커 루드비히(Volker Ludwig)씨와 작곡자 비르거 하이만 (Birger Heymann)씨로부터 " <지하철 1호선>은 학전의 작품"이라는 칭송과 저작권료를 전액 면제 받았다. 원작자에게 독자성을 인정받아 저작권료 전액 면제를 받은 것은 한국 뮤지컬계의 이례적인 상황으로 큰 화제를 모았다.
- 2001년, 독일 베를린 Grips Theater에서의 공연을 통해 현지 언론과 평단으로부터 극찬을 받으며 세계 공연계의 시선을 집중시켰다.
- 2001년, 중국 북경과 상해 공연에서는 중국관객들의 열광적인 환호와 더불어 급격한 자본주의화의 흐름에 휩쓸리고 있는 지금 중국의 고민이 투영되는 작품으로 평가받으며 중국 언론과 지식인 사회로부터 집중적인 조명을 받았다.
- 2001년,일본국제교류기금의 기획·초청공연으로 11월 동경, 오사카, 후쿠오카까지 일본 투어 공연을 진행하였다.
- 2003년 ,제1회 외신 공로상 공연 부문 수상 등 권위있는 시상식에서 상을 수상함으로 평단의 인정을 받았다.
- 2003년, 아시아 굴지의 국제규모 예술 축제인 홍콩 아츠 페스티벌에 한국 연극·뮤지컬로는 최초로 초청되어 전회 매진을 기록하며 성공적인 공연을 마쳤다.
- 2005년, 한국이 주빈국으로 선정된 세계 최대 규모의 도서전이자 문화올림픽인 ‘2005 프랑크푸르트 도서전’ 의 주빈국 행사의 일환으로 전세계에서 모인 관객들을 대상으로 공연해 ‘지금의 한국문화를 세계에 알리는 힘있는 뮤지컬’로 평가받았다.
- 2003년, 원작인 독일 그립스 극단을 초청, 문예회관 대극장에서 원작 공연을 선보이면서 독일의 <Linie 1– Musikalische Revue>와 한국의 <지하철 1호선>이 함께 공연되는, 한독 문화교류사에 의미 있는 기록을 남기기도 하였다. 나아가 지난 출연진들이 3000회를 기념하는 총 3회의 공연을 함께 했으며, 원작자 폴커 루드비히는 공을 인정받아 문화관광부 장관으로부터 감사장을 받았다
- 2011년, ‘박물관으로 간 지하철 1호선(서울역사박물관)’을 전시하기도 하였다. 공연에 실제 쓰였던 소품과 의상 등이 박물관에 영구보존 되어 있다.
- 2008년, 4천회를 끝으로 잠시 운행을 멈추어 아쉬움의 물결을 일었다.
- 2018년, 10년 만에 다시 새롭게 변화시킨 음악과 함께 4001회로 다시 무대 위로 올랐다. 100회 한정 공연임에도 불구 만석의 향연을 이루어냈다. 이를 위한 오디션에는 무려 917명이 지원하였다.
- 2019년, 독일 그립스 극단 50주년 페스티벌의 폐막작으로 초청되었다. 하반기 새로운 팀과 함께 4102회부터 두 번째 <지하철 1호선>이 운행되었다.
- 2020년, 세종문화재단에서 학전 역사상 최초로 영상 송출 공연이 진행되었다.
- 2021년,  5월 14일  <지하철 1호선> 개막

## 주요 줄거리
1998년 11월 서울, ‘제비’가 건네준 주소와 사진만 갖고 곧 그를 만날 수 있으리란 희망에 부풀어 이른 아침 서울역에 도착한 연변 처녀 ‘선녀’. 하지만 지하도에서 걸인 ‘문디’와 ‘땅쇠’ 그리고 어디선가 본 듯한 ‘빨강바지’를 만나는 것으로 그녀의 기대는 조금씩 어긋나기 시작한다. 청량리행 지하철 1호선에서 만난 서울 사람들은 일상에 쫓겨 무표정하고 냉담하기만 하고, 이해되지 않는 요란한 광고 등 서울의 모습은 온통 낯설기만 하다.  그곳에서 선녀는 열차 안에서 노래를 부르는 운동권 출신 ‘안경’, 그를 사모하는 창녀 ‘걸레’, 혼혈 고아 ‘철수’, 그리고 몇몇 창녀들을 만난다. 임신을 한 그녀를 불쌍히 여긴 ‘철수’는 ‘제비’를 찾아줄 테니 서울역 ‘곰보할매’의 포장마차에서 기다리라고 한다. 게다가 유명한 무용수라며 ‘제비’가 건네준 주소인 청량리 588은 독립군로라는 그의 설명과는 달리 사창가였다.
서울역 포장마차로 돌아오는 지하철 안에서 ‘선녀’는 서울 보통 사람들의 다양한 모습들 -사이비 교주, 자해 공갈범, 잡상인, 가출소녀, 노부부 등-을 만난다. 포장마차에서 ‘빨강바지’를 다시 만난 ‘선녀’는 그녀가 ‘제비’와 함께 연변에 왔던 그의 이모였음을 깨닫고 애인 ‘제비’의 행방을 묻는다. ‘걸레’는 이런 ‘선녀’를 위로하며 ‘안경’을 찾아 지하철에서 내린다. 그리고 얼마 후 급정거한 열차 안으로 누군가의 사고 소식이 들려오는데….

## 캐릭터 소개

### 선녀
중국 연변에서 약혼자를 만나기 위해 서울에 온 조선족 처녀. 연변대학 재학 중, 여름학방 때 아르바이트로 한국인 관광단의 백두산 관광 안내를 맡았다가 관광단의 일원이었던 제비의 꼬임에 빠져 짧은 사랑을 나눴다.
제비가 떠난 후 임신 사실을 알게 되자 그를 만나러 독립군이었던 할아버지의 조국, 한국에 왔다.

### 철수
신생아 때 이태원 뒷골못 쓰레기통에 버려져 있는 것을 곰보할매가 발견, 주워다 키운 흑인 혼혈고아. 미군에 대한 증오와 외모에서 오는 콤플렉스 때문에 의식적으로 민족주의자들과 독립운동가들을 숭배한다.
588에서 기둥서방으로 일하며 창녀들에게 빌붙어 살고 있지만 걸레에 대한 깊은 연민을 가지고 있다. 선녀가 임신했다는 사실을 알고 그녀를 도와주기로 한다.

### 걸레
중학교 때 시장에서 주점을 하던 엄마의 놈팽이한테 몸을 망치고 588로 끌려와 삶에 대한 모든 희망을 잃고 마약에만 의지해 하루하루를 살아가는 늙은 창녀, 안경을 가공의 이상적 인물로 설정해 짝사랑하며 현실에서의 절망감에 대한 대리충족으로 삼으려 하지만, 안경이 이 이심(異心)으로 다가오자 행복감과 현실의 절망감 사이의 혼란을 느낀다.

### 안경
우연히 걸레를 만난 뒤 그녀가 갖고 있는 환상에 걸맞는 행동을 하며살아간다. 장애자로 위장하고 '서울의 노래'를 지하철에서 부르면서 생계를 잇지만, 588과 서울역의 사람들은 모두 그를 정권으로부터 쫓기고 있는 운동권 대학생일 것이라고 생각한다.

### 포인터
의정부파 인신매매범인 호모. 여자를 증오해 닥치는대로 납치해다 양공주를 팔아 넘기지만 같은 호모 파트너와 상대할 때는 여자역할이다. 선녀를 납치해 의정부 기지촌에 팔아 넘기려 한다.

### 빨강바지
어린 나이에 농촌에서 상경해 낮에는 공장에서 일하고 밤에는 야학에 다니면서 꿈을 키웠지만, 유부남인 직장상사와 관계를 맺었다가 곧 공장에서 쫓겨나 사창가로 흘러 들어갔다.
그러나 첫 남자에 대한 복수심으로 악착같이 돈을 모으리고 하고 땅투기에 손을 대 지금은 경동시장과 남대문시장에 빌딩을 여러 채 가지고 상인들에게 임대도 하고 일수놀이도 한다.
막대한 재산 때문에 종종 "회장님"으로 불리기도 한다. 젊은 애인 삽살이에게서 삶의 외로움과 무료함을 달래려 하나 천성이 바람둥이인 그 녀석때문에 늘 속을 썩인다.
공장 다닐 때 곰보할매의 포장마차에서 신세를 많이 져 그를 친엄마처럼 따른다.

### 제비
삽살이로 통하는 제비족으로 서울시내 도처에 출물한다.
연상의 애인인 빨강바지와 함께 백두산 관광을 갔다. 선녀를 만난 제비는 그녀에에게 자신이 '서울의 588독립군로'에서 일하는 유명한 무용수라고 속이고 그녀와 사랑을 나눈다.

### 곰보할매
북한에서 태어나 한국전쟁때 월남하다 남편과 자식들을 다 잃었다. 그 후 행상, 포장마차 등 밑바닥 일을 억척스레 해오면서도 전쟁고아나 주변의 어려운 사람들을 돌보며 살아 왔다.
혼자서 험한 세파를 헤져 나오다 보니 말끝마다 욕지거리이지만 따듯하고 자상한 그녀는 현재 서울역에서 포장마차를 운영하고 있다.

### 날탕
부모가 이혼을 하면서 아빠와 함께 살았는데 아빠도 새장가를 가게 되어 고모집에 얹혀 살았다. 가출해 거리를 방황하며 지낸다.
'썩은 미소'라고도 불리는 이 여중생은 때로는 귀엽게 때로는 발칙하게 행동하며 처세술에 능하다. 가끔은 가족에 대한 애정이 극단적인 반대 심리로 나타난다.

### 문디
서울역 지하도를 거처로 삼고 있는 경상도 출신 걸인이다. 두뇌회전이 빠르나 강한 자에게 약하고 약한 자에게 강한모습을 보이는 등 비굴하고 약삭빠른 행동을 보인다.

### 땅쇠
문디의 친구인 겁많은 전라도 출신 걸인이다. 10년 전에 농사를 그만두고 일가족이 상경했으나 서울에서 화장실 간 사이에 마누라가 아이들을 데리고 도망쳤다.
서울역 지하도를 거점으로 삼고 혹시라도 헤어진 가족들을 다시 만날까 싶어 하루 종일 지히철을 타고 구걸을 하며 다닌다.

해외 언론 인터뷰

원작의 한계를 뛰어넘은 최고의 작품 - Tagesspiegel
전체적으로 이 극은 꽉 차있는 듯한 느낌을 준다. 흥미진진한 줄거리, 아름다운 음악, 단원들의 뛰어난 연기가 아직도 기억에 생생하다. - 경화시보
한국 음악극 <지하철 1호선>은 우리들에게 상상을 초월하는 즐거움을 주었다. - 인민일보
이 작품은 우리가 이전에 알던 '한류'와 정반대의 표현을 통해, 현실 생활에 밀접한 풍자와 농담으로 관객들에게 즐거움과 만족을 찾게 한다. - 북경청년보

## 같이 보기
- 학전
- 지하철 1호선 (독일의 뮤지컬)
- 옌볜 조선족 자치주
- 서울 지하철 1호선 (수도권 전철 1호선)
- 서울특별시
- 대한민국